# Peter Leone
Peter Leone (1 de agosto de 1960) es un jinete estadounidense que compitió en la modalidad de salto ecuestre.
Participó en los Juegos Olímpicos de Atlanta 1996, obteniendo una medalla de plata en la prueba por equipos (junto con Leslie Burr-Howard, Anne Kursinski y Michael Matz).

## Palmarés internacional
| Juegos Olímpicos | Juegos Olímpicos         | Juegos Olímpicos | Juegos Olímpicos |
| Año              | Lugar                    | Medalla          | Categoría        |
| ---------------- | ------------------------ | ---------------- | ---------------- |
| 1996             | Atlanta (Estados Unidos) | Medalla de plata | Por equipos      |